# 걸프 오일
걸프 오일(Gulf Oil)은 1901년부터 1985년 3월 15일까지 운영했던 주요 글로벌 석유 기업이었다. 1941년 8번째로 크고 1979년에는 9번째로 컸던 미국의 제조사였으며 걸프 오일은 이른바 세븐 시스터스 중 하나였다. 걸프와 멜론 파이낸셜은 피츠버그에 본사를 두고 있었다. 이후 스탠더드 오일 오브 캘리포니아와 합병되었다.

## CEO
- S. A. Swensrud (1953년 추정)[2]
- Robert Rawls Dorsey (1969년 추정 – 1976년 1월 14일. 계약 후 3년만에 사직함)[3][4][5]
- Jerry McAfee (1976년 1월 14일 – 1981년 11월 30일)[6][7]
- James E. Lee (1981년 12월 1일 – 1984)[6][8][9][a 1]